# 島津裕行
島津 裕行（しまづ ひろゆき）は、日本のアニメーション演出家。日本アニメーション出身。

## 主な参加作品

### テレビアニメ
1990年
- ちびまる子ちゃん (第1期)（1990年 - 1992年、制作進行）

1992年
- 南国少年パプワくん（1992年 - 1993年、制作進行・演出助手）

1993年
- 平成イヌ物語バウ（1993年 - 1994年、演出助手・絵コンテ・演出）

1994年
- 七つの海のティコ（演出助手）

1995年
- ちびまる子ちゃん (第2期)（1995年 - 、絵コンテ・演出）

2003年
- 真月譚 月姫（絵コンテ）

2004年
- メジャー 第1シリーズ（2004年 - 2005年、絵コンテ）

2007年
- ef - a tale of memories.（絵コンテ）
- 彩雲国物語（2007年 - 2008年、絵コンテ）

2008年
- D.Gray-man 第2シリーズ（絵コンテ）
- 狼と香辛料（絵コンテ）
- 我が家のお稲荷さま。（絵コンテ）
- ペルソナ 〜トリニティ・ソウル〜（絵コンテ）
- ef - a tale of melodies.（絵コンテ）

2009年
- 黒執事（絵コンテ）
- 狼と香辛料II（絵コンテ）
- 夏のあらし!（絵コンテ）
- NEEDLESS（絵コンテ）
- クイーンズブレイド 玉座を継ぐ者（絵コンテ）
- テガミバチ（2009年 - 2010年、絵コンテ）
- けんぷファー（絵コンテ）
- キディ・ガーランド（2009年 - 2010年、絵コンテ）
- しゅごキャラ!!! どっきどき（2009年 - 2010年、絵コンテ）

2010年
- 閃光のナイトレイド（絵コンテ）
- RAINBOW-二舎六房の七人-（絵コンテ）
- WORKING!!（絵コンテ）
- 裏切りは僕の名前を知っている（絵コンテ）
- アマガミSS（絵コンテ）
- セキレイ〜Pure Engagement〜（絵コンテ）
- 夢色パティシエールSP プロフェッショナル（絵コンテ）
- テガミバチ REVERSE（2010年 - 2011年、絵コンテ）
- バクマン。 第1シリーズ（2010年 - 2011年、絵コンテ）
- テレビまんが 昭和物語（絵コンテ・演出）

2011年
- ウルヴァリン（絵コンテ）
- レベルE（絵コンテ）
- 緋弾のアリア（絵コンテ）
- DOG DAYS（絵コンテ）
- 異国迷路のクロワーゼ（絵コンテ）
- 快盗天使ツインエンジェル〜キュンキュン☆ときめきパラダイス!!〜（絵コンテ）
- 神様のメモ帳（絵コンテ）
- HUNTER×HUNTER（第2作）（2011年 - 、絵コンテ）

2012年
- アマガミSS+ plus（絵コンテ）
- モーレツ宇宙海賊（絵コンテ）
- 獣旋バトル モンスーノ（2012年 - 2013年、絵コンテ）
- ジュエルペット きら☆デコッ!（2012年 - 2013年、絵コンテ）
- AKB0048（絵コンテ）
- だから僕は、Hができない。（絵コンテ）
- この中に1人、妹がいる!（絵コンテ）
- ココロコネクト（絵コンテ）
- DOG DAYS'（絵コンテ）
- トータル・イクリプス（絵コンテ）
- リトルバスターズ!（2012年 - 2013年、絵コンテ）

2013年
- 僕は友達が少ないNEXT（絵コンテ）
- D.C.III 〜ダ・カーポIII〜（絵コンテ）
- AKB0048 next stage（絵コンテ）
- 問題児たちが異世界から来るそうですよ?（絵コンテ）
- まおゆう魔王勇者（絵コンテ）
- みなみけ ただいま（絵コンテ）
- 百花繚乱 サムライブライド（絵コンテ）
- イナズマイレブンGO ギャラクシー（2013年 - 2014年、絵コンテ）

2014年
- 魔法科高校の劣等生（絵コンテ）
- 悪魔のリドル（絵コンテ）
- ドラゴンコレクション（絵コンテ）
- ブレイドアンドソウル（絵コンテ）
- アカメが斬る!（絵コンテ）
- Re:␣ ハマトラ（絵コンテ）
- ハナヤマタ（絵コンテ）
- 繰繰れ! コックリさん（絵コンテ）
- 天体のメソッド（絵コンテ）
- デンキ街の本屋さん（絵コンテ）

2015年
- 長門有希ちゃんの消失（絵コンテ）
- シドニアの騎士 第九惑星戦役（絵コンテ）
- 乱歩奇譚 Game of Laplace（絵コンテ）
- 六花の勇者（絵コンテ）
- ケイオスドラゴン 赤竜戦役（絵コンテ）
- アイドルマスター シンデレラガールズ（絵コンテ）
- それが声優!（絵コンテ）
- K RETURN OF KINGS（絵コンテ）
- うたわれるもの 偽りの仮面（絵コンテ）

2016年
- ナースウィッチ小麦ちゃんR（絵コンテ）
- 最弱無敗の神装機竜（絵コンテ）
- プリンス・オブ・ストライド オルタナティブ（絵コンテ）
- ハンドレッド（絵コンテ）
- マクロスΔ（絵コンテ）
- ももくり（絵コンテ）
- D.Gray-man HALLOW（絵コンテ）
- 亜人（ストーリーボード）
- 装神少女まとい（絵コンテ）

2017年
- ハンドシェイカー（絵コンテ）
- セイレン（絵コンテ）
- 武装少女マキャヴェリズム（絵コンテ）
- 恋愛暴君（絵コンテ）
- 異世界食堂（絵コンテ）
- プリンセス・プリンシパル（絵コンテ）
- アクションヒロイン チアフルーツ（絵コンテ）
- 天使の3P!（2017年）（絵コンテ）
- アイドルマスター SideM（絵コンテ）
- URAHARA（絵コンテ）

2018年
- たくのみ。（絵コンテ）
- 刀使ノ巫女（絵コンテ）
- りゅうおうのおしごと!（絵コンテ）
- デスマーチからはじまる異世界狂想曲（絵コンテ）
- 魔法少女サイト（絵コンテ）
- 踏切時間（絵コンテ）
- ヲタクに恋は難しい（絵コンテ）
- 多田くんは恋をしない（絵コンテ）
- 重神機パンドーラ（絵コンテ）
- ソードアート・オンライン オルタナティブ ガンゲイル・オンライン（絵コンテ）
- ISLAND（絵コンテ）
- Phantom in the Twilight（絵コンテ）
- ソラとウミのアイダ（絵コンテ）

2019年
- W'z《ウィズ》（絵コンテ）
- 歌舞伎町シャーロック（絵コンテ）
- アサシンズプライド（絵コンテ）
- ライフル・イズ・ビューティフル（絵コンテ）

2020年
- 空挺ドラゴンズ（絵コンテ）
- ダイヤのA actII（絵コンテ）
- ネコぱら（絵コンテ）
- ＜Infinite Dendrogram＞-インフィニット・デンドログラム-（絵コンテ）
- 魔王学院の不適合者 〜史上最強の魔王の始祖、転生して子孫たちの学校へ通う〜（絵コンテ）
- Re:ゼロから始める異世界生活（絵コンテ）
- A3!（絵コンテ）
- 魔王城でおやすみ（絵コンテ）
- おちこぼれフルーツタルト（絵コンテ）
- くまクマ熊ベアー（絵コンテ）

2021年
- 弱キャラ友崎くん（絵コンテ）
- 怪物事変（絵コンテ）
- 裏世界ピクニック（絵コンテ）
- プレイタの傷（絵コンテ）
- ひぐらしのなく頃に卒（絵コンテ）
- キングダム（絵コンテ）

2022年
- ある朝ダミーヘッドマイクになっていた俺クンの人生（絵コンテ）

2023年
- 大雪海のカイナ（絵コンテ）
- 異世界召喚は二度目です（絵コンテ）
- 夢見る男子は現実主義者（絵コンテ）
- 英雄教室（絵コンテ）
- うちの会社の小さい先輩の話（絵コンテ）
- スパイ教室（絵コンテ）
- 婚約破棄された令嬢を拾った俺が、イケナイことを教え込む（絵コンテ）
- 聖剣学院の魔剣使い（絵コンテ）
- 君のことが大大大大大好きな100人の彼女（絵コンテ）

2024年
- 狼と香辛料 MERCHANT MEETS THE WISE WOLF（絵コンテ）

2025年
- 没落予定の貴族だけど、暇だったから魔法を極めてみた（絵コンテ）
- サラリーマンが異世界に行ったら四天王になった話（絵コンテ）
- Dr.STONE SCIENCE FUTURE（絵コンテ）

### 劇場アニメ
- GODZILLA - 絵コンテ
  - GODZILLA 怪獣惑星（2017年）
  - GODZILLA 決戦機動増殖都市（2018年）
  - GODZILLA 星を喰う者（2018年）

### OVA
- DOGS/BULLETS&CARNAGE（2009年、絵コンテ）
- 今際の国のアリス（2015年、絵コンテ）